# Olesýa Nazarenko
Olesýa Nazarenko (ur. 21 marca 1976) – turkmeńska judoczka i zapaśniczka walcząca w stylu wolnym. Olimpijka z na turnieju judo w 1996, gdzie zajęła piętnaste miejsce w wadze półciężkiej.
Srebrna medalistka na mistrzostwach Azji w zapasach w 1999, brązowa w 2001. Czwarte miejsce na igrzyskach azjatyckich w 2002 roku.
Zdobyła cztery medale na mistrzostwach Azji w judo, w tym srebrny w 1999 roku.